# Prix Estrade-Delcros
Le prix Estrade-Delcros est un prix décerné chaque année, à tour de rôle, par chacune des cinq académies — l'Académie française, l'Académie des Inscriptions et Belles-Lettres, l'Académie des Sciences, l'Académie des Beaux-Arts et l'Académie des Sciences morales et politiques — de l'Institut de France.
En 1979, l'Académie des Sciences regroupe le prix Estrade-Delcros avec trois autres prix : le prix Houllevigue, le prix Saintour et le prix Jules Mahyer. 
Depuis 1994, l'Académie française ne décerne plus le prix Estrade-Delcros.

## Histoire
Auguste Estrade-Delcros, ancien élève de l'École centrale, propriétaire, domicilié au château de Canohès (Pyrénées-Orientales, France), meurt le 6 septembre 1892, à l'âge de cinquante-six ans,,,,,,,. Par testament en date du 8 février 1876, il lègue son patrimoine à l'Institut de France, afin que celui-ci le partage entre les cinq académies, à charge, pour chacune de celles-ci d'ouvrir, tous les cinq ans, un concours sur un sujet choisi par celle-ci et d'attribuer à son lauréat un prix portant le nom d'Estrade-Delcros.
Le 2 novembre 1892, l'Institut de France accepte provisoirement le legs.
Par décret du 15 mai 1893, le président de la République, Sadi Carnot, autorise son acceptation définitive.
Par arrêté du 27 octobre 1994, le ministre de l'Enseignement supérieur et de la Recherche, François Fillon, autorise le secrétaire perpétuel de l'Académie française à grouper en une seule attribution, sous la dénomination générale de Prix de philosophie morale La Bruyère, les revenus provenant des libéralités consenties à l'Académie française par Paul Maujean, Émond de Joest, Auguste Estrade-Delcros, Paul Muteau, Pierre Durchon et la veuve Binet.

## Liste des lauréats

### Prix décerné par l'Académie française
- 1896 : Léon Dierx, pour l'ensemble de son œuvre poétique[12]
- 1901 : Arvède Barine[13]
- 1906 : Émile Bergerat[14]
- 1911 : Charles Péguy[15], pour Le Mystère de la charité de Jeanne d'Arc[réf. souhaitée]
- 1916 : colonel Driant, pour L'abbé J.-B. Chaillet[16]
- 1921 : Institut de la langue française de l'université de Strasbourg[17]
- 1926 : Conférences populaires de Strasbourg[18],[19]
- 1931 : René Schneider, pour Histoire de l'art[20],[21]
- 1936 : Joseph-Émile Fidao-Justiniani, pour Richelieu, précepteur de la nation française[22],[23]
- 1941 : Daniel Mornet[24], pour Histoire de la Littérature française classique (1660-1700)[réf. souhaitée]
- 1946 : Camille Cé[25]
- 1951 : non attribué[réf. souhaitée]
- 1956 : Jean-Louis Barrault, pour Je suis homme de théâtre[26]
- 1961 : revue Le Vieux papier, bulletin de la Société archéologique, historique et artistique[27]
- 1966 : non attribué[réf. souhaitée]
- 1971 :
  - Abel Verdier, pour La vie sentimentale de Lamartine[28]
  - André Beauguitte, pour La terre du sommeil[29]
  - Casimir Mathieu, pour Le Dévoluy, contes et légendes[30]
- 1976 :
  - Jacques Lizot, pour Le cercle des feux : Faits et dits des Indiens Yanomani[31]
  - Jean Longère, pour Œuvres oratoires de Maîtres parisiens au XIIe siècle : Étude historique et doctrinale[32]
  - Paul Pons et Pierre Chauvet, pour Les Hautes-Alpes hier, aujourd’hui, demain[33],[34]
- 1981 :
  - Fernand Cathala, pour La police au fil des jours[35]
  - Lucien Jerphagnon, pour Vivre et philosopher sous les Césars[36]
- 1986 : Paul Lorenz, pour Passionnaire et autres poèmes[37]

### Prix décerné par l'Académie des Inscriptions et Belles-Lettres
- 1897 : Edmond Pottier, ancien élève de l'École française d'Athènes, conservateur-adjoint au musée du Louvre, pour l'ensemble de ses travaux archéologiques et particulièrement pour le Catalogue et l'Album des vases antiques du Musée du Louvre[38],[39]
- 1902 : Ulysse Chevalier, chanoine, correspondant de l'Institut, pour l'ensemble de ses travaux historiques et bibliographiques[40]
- 1907 : Joseph Halévy, pour l'ensemble de ses travaux scientifiques[41]
- 1912 : Auguste Longnon, à titre posthume, pour l'ensemble de ses travaux[42]
- 1917 : Henri Gaidoz, pour l'ensemble de ses travaux relatifs à la philologie celtique et au folklore[43],[44]
- 1922 : Stéphane Gsell, pour les cinq volumes d'histoire et d'archéologie publiés les cinq années précédentes[45]
- 1927 : Ernest Langlois, pour son édition du Roman de la Rose
- 1932 : Léon Dorez, pour La Cour du pape Paul III
- 1937 : Charles Samaran, pour Cartulaire de l'université de Paris[46]
- 1942 : Victor Leroquais, chanoine, pour ses publications sur les livres liturgiques manuscrits des bibliothèques publiques de France[47]
- 1947 : Jean Hatzfeld, à titre posthume[48]
- 1952 : Léon Levillain, pour son œuvre de critique et d'études médiévales[49]
- 1957 : Robert Bossuat, pour l'ensemble de son œuvre[50]
- 1962 : René Filhol, pour l'ensemble de son œuvre[51]
- 1967 : Cyrille Vogel, pour Introduction aux sources du culte chrétien au Moyen Âge[52]
- 1972 : Joseph Moreau, pour Plotin ou la gloire de la philosophie antique[53]
- 1977 : Pierre Flobert, pour Recherches sur les verbes déponents latins[54]
- 1982 : Georges Charachidzé, pour Grammaire de la langue avar (langue du Caucase nord-est)[55]
- 1987 : Michel Reddé, pour Mare Nostrum : Les infrastructures, le dispositif et l'histoire de la marine militaire sous l'Empire romain[56]
- 1992 : Dominique Arnould, pour Le rire et les larmes dans la littérature grecque d'Homère à Platon[57]
- 1997 : Annick Martin, pour Athanase d'Alexandrie et l'église d'Égypte au IVe siècle (328-373)[58]
- 2002 : Venceslas Kruta, pour Les Celtes : Histoire et dictionnaire des origines à la romanisation et au christianisme[59],[60]
- 2007 : Pierre Bonin, pour Bourgeois, bourgeoisie et habitanage dans les villes du Languedoc sous l'Ancien Régime[61],[62]
- 2012 : Christian Heck, pour Le Ci nous dit. L'image médiévale et la culture des laïcs au XIVe siècle : Les enluminures du manuscrit de Chantilly[63]
- 2022 : Pierre-Vincent Claverie, pour Les Notules pour Chypre et le Levant des notaires perpignanais, Bernat Pastor et Jaume Molines (1368-1408)[64]

### Prix décerné par l'Académie des Sciences
- 1898 : Ernest Munier-Chalmas, professeur à la Faculté des sciences de Paris, pour ses travaux de paléontologie
- 1903 : Léon Teisserenc de Bort, météorologiste-adjoint au Bureau central météorologique de France, pour ses recherches sur les couches supérieures de l'atmosphère
- 1908 : Jacques-Salomon Hadamard, professeur au Collège de France, pour l'ensemble de ses travaux de mathématique
- 1913 : Charles André, ancien directeur de l'Observatoire de Lyon, pour l'ensemble de ses travaux d'astronomie
- 1918 (1919) : Henry Perrier de la Bâthie
- 1923 : René Baire
- 1928 : Pierre Jolibois, pour l'ensemble de son œuvre
- 1933 : Ernest Vessiot
- 1938 : Justin Jolly, pour l'ensemble de ses travaux d'histophilosophie
- 1943 : Jean Favard, pour l'ensemble de ses travaux de mathématique
- 1948 : Paul Laffitte
- 1953 :
- 1958 : Robert Mazet, pour l'ensemble de ses travaux de mécanique
- 1963 : Geneviève Cateigne
- 1968 : Julien Kravtchenko, pour l'ensemble de ses travaux de mécanique des fluides
- 1973 :
- 1978 :
- 1983 : Jean-Louis Boulay, chef de division à l'Office national d'études et de recherches aérospatiales, pour ses travaux sur l'environnement électrostatique et électromagnétique des aéronefs et lanceurs spatiaux[65]
- 1985 : Richard Lavery, chargé de recherche au Centre national de la recherche scientifique, pour ses travaux sur l'usage des cartes de potentiel pour l'étude de l'interaction de macromolécules biologiques[66]
- 1987 :
- 1989 : Dominique Aunis, directeur de recherche au Centre national de la recherche scientifique au Centre de neurochimie à Strasbourg, pour sa contribution à l'étude de l'exocytose et de sa régulation dans les cellules sécrétrices[67]
- 1991 : Alain Laverdant, ingénieur de recherche à l'Office national d'études et de recherches aérospatiales, pour ses travaux sur les instabilités de combustion[68]
- 1993 : Henri Szwarc, directeur de recherche au Centre national de la recherche scientifique à l'Université de Paris-Sud à Orsay, pour son introduction de concepts nouveaux et efficaces permettant d'étudier l'état vitreux et de prévoir la formation cristaux vitreux[69]
- 1995 :

### Prix décerné par l'Académie des Beaux-Arts
- 1899 : Pascal Dagnan-Bouveret
- 1904 : Joseph Blanc, à titre posthume
- 1909 : François-Émile Ehrmann
- 1914 : Paul Bigot, pour son Plan en relief de la Rome impériale
- 1919 :
- 1924 : André Devambez
- 1929 : Paul Gasq
- 1934 : Marcel Péchin
- 1939 : Paul Jouve
- 1944 :
- 1949 :
- 1954 :
- 1959 :
- 1964 :
- 1969 :
- 1974 :
- 1979 :
- 1984 :
- 1989 :

### Prix décerné par l'Académie des Sciences morales et politiques
- 1900 : Charles Renouvier, pour l'ensemble de son œuvre philosophique[70]
- 1905 : Armand Brette, pour Recueil de documents relatifs à la convocation des États généraux de 1789 et Atlas des bailliages ou juridictions assimilées ayant formé unité électorale en 1789
- 1910 : Léon Robin, professeur à l'Université de Caen, pour La théorie platonicienne des idées et des nombres d'après Aristote et La théorie platonicienne de l'amour
- 1915 : Eugène Cavaignac, pour Histoire de l'antiquité
- 1920 : Revue de Métaphysique et de Morale, en la personne de son directeur et fondateur, Xavier Léon
- 1925 : Gustave Le Bon
- 1930 : Revue Union pour la Vérité, en la personne de son directeur, Paul Desjardins
- 1935 : Revue d'histoire de l'Église de France, en la personne de son directeur, Victor Carrière
- 1940 :
- 1945 : Fernand Rude, pour Le Mouvement ouvrier à Lyon de 1827 à 1832[71]
- 1950 :
- 1955 :
- 1960 :
- 1965 :
- 1970 :
- 1975 :
- 1980 :
- 1985 :
- 1990 : Jacques Bouineau, pour Histoire des Institutions (1750-1914)
- 1995 :
- 2000 : Julie Thermes, pour Essor et déclin de l'affirmative action[72]
- 2005 : Régis Chamagne, pour L'art de la guerre aérienne[72]
- 2010 : Guillaume Barrera, pour Les Lois du monde : Enquête sur le dessein politique de Montesquieu[72]